# Lactarius proximellus
Lactárius proximéllus (лат.) — вид грибов рода млечник (Lactarius) семейства сыроежковые (Russulaceae).

## Описание
- Шляпка 2,5—6 см в диаметре, выпуклой формы с углублением в центре, затем становится плоско-вдавленной или воронковидной, терракотового цвета, с более тёмными или коричными зонами, в центре беловатая. Край шляпки сначала подвёрнутый, затем приподнятый, иногда слабо рубчатый. Кутикула шляпки — иксокутис. Гифы шляпки тонкостенные, разветвлённые, 4—6 мкм в диаметре.
- Гименофор пластинчатый. Пластинки слабо нисходящие на ножку, довольно часто расположенные, у ножки иногда ветвящиеся, сначала почти белого, затем светло-коричневого цвета.
- Мякоть светлее пластинок, но не чисто белого цвета, с белым, не меняющим цвет на воздухе млечным соком с сильным перечным вкусом, без особого запаха.
- Ножка 1,3—2 см длиной и 0,8—1 см толщиной, окрашена светлее шляпки, почти ровная или немного утолщённая в верхней части.
- Споровый порошок светло-жёлтого цвета. Споры 7,5—9×6—7,5 мкм, широко-эллипсоидной формы, покрытые неполной сеточкой и немногочисленными бородавками. Базидии четырёхспоровые, 40—48×9—11 мкм. Макроцистиды 45—52×4,5—6 мкм, узко-веретеновидной формы. Псевдоцистиды отсутствуют. Хейлоцистиды 30—37×4,5—6 мкм.

## Экология и ареал
Произрастает на песчаной почве в лиственных лесах, образует микоризу с дубом. Известен из восточной части Северной Америки.